# Белый квадрат (фильм, 1970)
«Белый квадрат» — советский цветной телевизионный художественный фильм 1970 года режиссёра Шарипа Бейсембаева, снятый на студии «Казахфильм».
Премьера фильма состоялась 4 мая 1971 года.

## Сюжет
Фильм о становлении личности в спорте. Парня, выходца из далекого аула, отличают целеустремленность и серьёзное отношение к учёбе в ветеринарном институте, собственному увлечению боксом.
Молодой боксёр по имени Куат, которого на ринге воспитывает мудрый и требовательный тренер, добивается немалых успехов и становится хорошим спортсменом. Своё счастье он находит в большой любви…

## В ролях
- Абдрашид Абдрахманов — Куат Батыров[1]
- Мухтар Бахтыгереев — Жумеке, тренер
- Р. Мукатова — Гульсум, абитуриентка (роль озвучила М. Виноградова)
- Г. Бегельдинова — Зауреш (роль озвучила М. Виноградова)
- Нуржуман Ихтымбаев — Каратаев, боксёр
- Ануарбек Молдабеков — шутник
- Каукен Кенжетаев — Султан Сергалиевич, тренер
- С. Болдырев — эпизод
- Нурмухан Жантурин — эпизод
- Елюбай Умурзаков — эпизод
- Евгений Попов — эпизод